# Can Badó
Can Badó és una obra de Montseny (Vallès Oriental) inclosa a l'Inventari del Patrimoni Arquitectònic de Catalunya.

## Descripció
Edifici gran, de planta allargada amb un cos afegit. Consta de planta baixa, un pis i un soterrani que fa de quadra. La teulada és a dues aigües. La façana està arrebossada i pintada, té un portal d'accés de mig punt i finestres petites. Hi ha un finestral a sobre la porta principal amb escultures, realitzades d'una manera molt primitiva, de figures animals i figures humanes, així com representacions geomètriques.

## Història
És una masia de les típiques del Montseny, cosa que fa que es pugui datar cap al segle xvi o xvii. Hi ha un fet contradictori: el finestral que hi ha a sobre la porta presenta unes escultures molt tosques per a ser d'aquest segle, que semblen fetes molt abans o per un escultor novell.